# Trypodia
Trypodia (gr. tripodía – człon trzystopowy) – typ wiersza złożonego z trzech identycznych stóp w każdym wersie.
- Trypodia trocheiczna: SsSsSs - w wierszu polskim bardzo częsta
- Trypodia jambiczna: sSsSsS - w wierszu polskim niezbyt częsta
- Trypodia daktyliczna: SssSssSss - w wierszu polskim nie występuje
- Trypodia amfibrachiczna: sSssSssSs - w wierszu polskim bardzo częsta
- Trypodia anapestyczna: ssSssSssS - w wierszu polskim rzadka[2]
- Trypodia peoniczna III - w wierszu polskim rzadka

Trypodia może być samodzielnym wersem lub członem średniówkowym. Na przykład trypodia jambiczna może wchodzić w skład wersu sześciostopowego.